# 穆爾灣
78°45′S 165°0′E / 78.750°S 165.000°E
穆爾灣是南極洲的海灣，位於羅斯冰架西北面，由英國探險家羅伯特·斯科特率領的探險隊發現和命名，現時由南極條約體系管理。